# Кубок короля Олександра 1924
Кубок короля Олександра 1924 (сербохорв. Kup kralja Aleksandra 1924) — перший розіграш кубкового турніру, що проводився у 1924—1927 роках югославською футбольною асоціацією. Участь у змаганнях брали збірні найбільших міст Югославії. Переможцем стала збірна міста Загреб. Турнір отримав свою назву в честь тодішнього короля країни — Олександра І, котрий подарував коштовний приз учасникам.

## Учасники
- Збірна футбольної асоціації Белграда
- Збірна футбольної асоціації Загреба
- Збірна футбольної асоціації Осієка
- Збірна футбольної асоціації Любляни
- Збірна футбольної асоціації Сараєво
- Збірна футбольної асоціації Спліта
- Збірна футбольної асоціації Суботиці

## Чвертьфінал
Збірна Любляни пройшла далі без гри.
| 24 серпня 1924 |

| Збірна Спліта                                                              | 6:0 | Збірна Сараєво |
| -------------------------------------------------------------------------- | --- | -------------- |
| Любо Бенчич 5' 68' Антун Боначич 52' 85' Мірко Боначич 61' Вінко Радич 89' |     |                |

| Спліт Глядачів: 3 000 Арбітр: Мірко Бензон (Загреб) |

Спліт: Отмар Гаццарі, Іво Шусте, Янко Родін, Велько Подує, Миховил Боровчич Курир, Анте Кесич, Шиме Подує, Мірко Боначич, Антун Боначич, Любо Бенчич, Вінко Радич.
Сараєво: Йосип Дворжак (САШК), Мухубич («Сараєвський ШК»), Асім Нємчевич («Сараєвський ШК»), Вілим Зелебор (САШК), Фердинанд Гьотц (САШК), Душан Гаврилович (САШК), Перо Монтель (САШК), Рашид Нємчевич («Сараєвський ШК»), Отто Магерле (САШК), Антон Фелвер (САШК), Степан Кьоніг («Шпарта»)
| 24 серпня 1924 |

| Збірна Осієка                         | 3:2 – 0:3 | Збірна Загреба          |
| ------------------------------------- | --------- | ----------------------- |
| Йосип Рафай 53' 60' Мілош Момиров 63' |           | 30'? ?' Даніель Премерл |

| Осієк Глядачів: 1 500 Арбітр: Єньо Балаж (Суботиця) |

Осієк: Владимир Банчевич («Граджянскі»), Франьо Росманн («Граджянскі»), Антун Пінтар («Славія»), Бранко Рожич («Славія»), Іван Петелин («Славія»), Степан Надь («Аматер»), Мілош Момиров («Граджянскі»), Йосип Рафай («Граджянскі»), Драгутин Рабель («Славія»), Мірко Хабдія («Славія»), Адольф Єлачич («Славія»), Степан Кьоніг («Славія»)
Загреб: Драгутин Фрідрих, Степан Врбанчич, Бранко Кунст, Егон Вассерлауф, Іван Мар'янович, Мірко Криж, Джуро Кан, Бранко Зиная, Даніель Премерл, Еуген Плаццеріано, Миливой Бенкович.
| 24 серпня 1924 |

| Збірна Суботиці                             | 3:2 | Збірна Белграда                       |
| ------------------------------------------- | --- | ------------------------------------- |
| Йосип Ковач 23' Йожеф Шаллер 51' 81' (пен.) |     | 4' Драган Йованович 74' Дам'ян Джурич |

| «Бачка», Суботиця Глядачів: 4 000 Арбітр: Вінко Бркич (Загреб) |

Суботиця: Бела Віраг («Бачка»), Андрія Куюнджич («Бачка»), Милош Белеслин (САНД), Перо Богданович («Бачка»), Грго Шефчич («Бачка»), Михайло Хельд (САНД), Ладислав Ордьог (САНД), Мартин Полякович («Бачка»), Йожеф Шаллер (КСК «Кула»), Йосип Ковач («Бачка»), Ремія Марцикич («Бачка»), Желько (Дезідер) Слезак («Бачка»).
Белград: Карой Немеш, Милутин Івкович, Радослав Стакич, Михайло Начевич, Алоїз Махек, Светислав Маркович, Дам'ян Джурич, Драган Йованович, Стеван Лубурич, Душан Петкович, Бранислав Секулич.

## Півфінал
| 14 вересня 1924 |

| Збірна Загреба                         | 3:2 (дч) | Збірна Любляни                         |
| -------------------------------------- | -------- | -------------------------------------- |
| Еміль Першка 60' ?' Франьо Мантлер 86' |          | 26' Мірко Павалек 46' Миодраг Доберлет |

| «Вікторія», Загреб Глядачів: 3 000 Арбітр: Бранимир Велкович (Белград) |

Загреб: Драгутин Врджюка, Степан Бочак, Альфонс Пажур, Густав Ремець, Франьо Мантлер, Мірко Криж, Драгутин Бабич, Бранко Зиная, Еміль Першка, Віктор Гьотц, Милbвой Бенкович.
Любляна: Максиміліан Михелчич («Гермес»), Хуго Бельтрам («Ілірія»), Йоже Погачар («Ілірія»), Кароль Баумгартнер («Птуй»), Габріель Жупанчич («Ілірія»), Ладислав Жупанчич («Ілірія»), Павел Земляк («Гермес»), Адольф Ерман («Примор'є»), Петер Бірса («Примор'є»), Миодраг Доберлет («Ілірія»), Мірко Павалек («Ілірія»).
| 14 вересня 1924 |

| Збірна Суботиці           | 1:5 | Збірна Спліта                                                               |
| ------------------------- | --- | --------------------------------------------------------------------------- |
| Милош Белеслин 42' (пен.) |     | 36' Вінко Радич 53' Шиме Подує 56' 70' Антун Боначич 71' (пен.) Любо Бенчич |

| «Бачка», Суботиця Глядачів: 3 500 Арбітр: Станойло Йокшич (Белград) |

Суботиця: Бела Віраг, Андрія Куюнджич, Милош Белеслин, Грго Шефчич («Бачка»), Михайло Хельд, Марко Вуков («Бачка»), Мартин Полякович, Аладар Чиллаг («Аматер», Сомбор), Йосип Ковач, Йожеф Шаллер, Желько (Дезідер) Слезак.
Спліт: Отмар Гаццарі, Петар Дуймович, Янко Родін, Велько Подує, Миховил Боровчич Курир, Анте Кесич, Шиме Подує, Мірко Боначич, Антун Боначич, Любо Бенчич, Вінко Радич.

## Фінал
| 5 жовтня 1924 |

| Збірна Загреба                                            | 3:2 | Збірна Спліта                       |
| --------------------------------------------------------- | --- | ----------------------------------- |
| Франьо Мантлер 11' Владимир Вінек 25' Рудольф Хитрець 27' |     | 60' Антун Боначич 64' Мірко Боначич |

| БСК, Белград Глядачів: 6 000 Арбітр: Станойло Йокшич (Белград) |

Загреб: Драгутин Фрідрих, Степан Врбанчич, Еуген Дасович, Рудольф Хитрець, Рудольф Рупець, Віктор Гьотц, Драгутин Бабич, Владимир Вінек, Еміль Першка, Франьо Мантлер, Еуген Плацеріано.
Спліт: Марин Браєвич, Петар Дуймович, Янко Родін, Анте Кесич, Миховил Боровчич Курир, Велько Подує, Шиме Подує, Любо Бенчич, Антун Боначич, Мірко Боначич, Вінко Радич.

## Склад чемпіона
У складі збірної Загреба виступали футболісти трьох клубів — ХАШКа, «Граджянскі» і «Конкордії», а саме:
- воротарі: Драгутин Фрідрих (ХАШК), Драгутин Врджюка («Граджянскі»);
- захисники: Степан Врбанчич, Бранко Кунст (обидва — ХАШК), Степан Бочак, Альфонс Пажур (обидва — «Конкордія»), Еуген Дасович («Граджянскі»);
- півзахисники: Егон Вассерлауф, Іван Мар'янович, Мірко Криж (усі — ХАШК), Густав Ремець, Рудольф Хитрець, Рудольф Рупець (усі — «Граджянскі»);
- нападники: Джуро Кан, Бранко Зиная, Даніель Премерл, Еуген Плаццеріано, Миливой Бенкович, Владимир Вінек (усі — ХАШК), Віктор Гьотц, Драгутин Бабич, Еміль Першка, Франьо Мантлер (усі — «Граджянскі»).

## Найкращі бомбардири
|    | Гравець       | Команда | Голів |
| -- | ------------- | ------- | ----- |
| 1° | Антун Боначич | Спліт   | 5     |
| 2° | Любо Бенчич   | Спліт   | 3     |